# Protomelas kirkii
Protomelas kirkii är en fiskart som först beskrevs av Günther, 1894.  Protomelas kirkii ingår i släktet Protomelas och familjen Cichlidae. IUCN kategoriserar arten globalt som livskraftig. Inga underarter finns listade i Catalogue of Life.